# 莫兰 (埃纳省)
莫兰（法語：Molain，法語發音：[mɔlɛ̃]）是法国上法蘭西大區埃纳省的一个市镇，属于韦尔万区。

## 地理
莫兰（50°1'51"N, 3°32'4"E）面积1.81 平方千米，位于法国上法蘭西大區埃纳省，该省份为法国北部内陆省份，北起北部省，西接索姆省和瓦兹省，东临阿登省和马恩省，西南至塞纳-马恩省，东北部与比利时接壤。
与莫兰接壤的市镇（或旧市镇、城区）包括：圣马丹里维耶尔、拉瓦莱米拉特尔、沃-昂迪尼、比西尼、圣苏普莱。

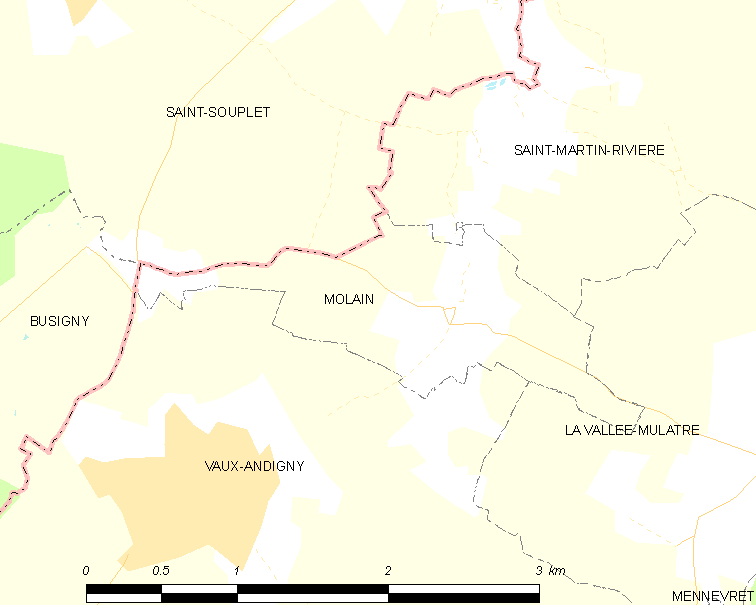
的OSM定位图

莫兰的时区为UTC+01:00、UTC+02:00（夏令时）。

## 行政
莫兰的邮政编码为02110，INSEE市镇编码为02488。

## 政治
莫兰所属的省级选区为吉斯县。

## 人口

1962-2008年间人口变化图示

莫兰于2022年1月1日时的人口数量为160人。